# Xã Long Prairie, Quận Mississippi, Missouri
Xã Long Prairie (tiếng Anh: Long Prairie Township) là một xã thuộc quận Mississippi, tiểu bang Missouri, Hoa Kỳ. Năm 2010, dân số của xã này là 1.348 người.